# Sojurgatmysz-e Szahroch
Sojurgatmysz-e Szahroch (albo Sujurgatmysz) (ur. ok. 1398, zm. 17 października 1426) - książę z rodu Timurydów.
Był czwartym synem Szahrocha (1405 - 1447). Jego matką była Melkat Agha. Prawdopodobnie od roku 1414 był namiestnikiem Balchu. W roku 1416/1417 ojciec powierzył mu region Badachszanu, gdzie nadzorował on dynastię miejscowych szachów. Od roku 1418 był namiestnikiem Kabulu. Zmarł na tym stanowisku w wieku dwudziestu ośmiu lat.